# Pseudokiefferiella parva
Pseudokiefferiella parva är en tvåvingeart som först beskrevs av Edwards 1932.  Pseudokiefferiella parva ingår i släktet Pseudokiefferiella och familjen fjädermyggor.
Artens utbredningsområde är Northwest Territories, Kanada. Arten är reproducerande i Sverige. Inga underarter finns listade i Catalogue of Life.